# Коккинидис, Ираклис
Ираклис Коккинидис  (греч.  Ηρακλής Κοκκινίδης 1842- 1868) — один из самых известных военачальников Критского восстания 1866 – 1869 годов. Воспет в народных песнях Крита.

## Семья
Ираклис Коккинидис родился в маленьком селе Керамуци, недалеко от Ираклиона. 
В XIX веке село (почти) исключительно населялось грекоязычными, но принявшими ислам критянами. 
В начале XIX века в селе проживали только две православные семьи. Одной из них была семья Николаоса Коккиноса, отца Ираклиса, чьи предки переселились в Керамуци из соседнего села Крана в конце XVIII века. 
Семейная фамилия Ко́ккинос (Κόκκινος – алый, красный), изначально было прозвищем, по причине того, что у всех представителей рода были красные лица. 
В период Освободительной войны (1821 – 1829) Николаос Коккинос оказался в материковой Греции, приняв участие в боях на Пелопоннесе и Аттике. 
По окончании войны Крит оказался вне пределов возрождённого греческого государства, что стало причиной длинной череды последовавших Критских восстаний. 
С легка изменённой фамилией, (теперь уже) Николаос Коккинидис вернулся на Крит, где нашёл своё село разрушенным в годы военного десятилетия и своё семейное состояние конфискованным турецкими властями за его участие в Освободительной войне. 
Однако относительно быстро Николаос Коккинидис сумел вновь нажить большое состояние, которое в большей своей части предоставил освободительной борьбе критян.
Он вновь и в звании «лейтенанта» воевал против турок в епархии Малевизи, под руководством Михаила Коракаса в последовавших критских восстаниях 1841 и 1858 годов. 
Ираклис Коккинидис родился в период восстания 1841 года (около 1842 года) и его «крещение огнём» состоялось в восстании 1858 года, в возрасте 16 лет.

## В начале восстания 1866 года
В восстании 1866 года приняли участие все мужчины семьи Коккинидиса – уже старый Николаос Коккинидис, его сыновья Манолис и Ираклис и зять Михалис Калитеракис. 
Ираклис, несмотря на свой возраст, был избран на народном собрании представителем епархии Малевизи и представлял епархию во временных руководящих органах восстания. 
В августе 1866 года, на революционном сборе в селе Агиос Мирон Ираклиона, был сформирован повстанческий «Священный отряд», который состоял из 400 бойцов. Командование Священным отрядом было поручено Павлосу Дендидакису. 
Ираклис Коккинидис стал его заместителем. 
Последовало официальное провозглашение Критского восстания. 
Первоначально успех сопутствовал туркам. Однако после того как командование повстанцами принял ветеран Освободительной войны 1821-1829 годов и (номинально) подполковник греческой армии, 66-летний Димитриос Петропулакис, он сумел скоординировать действия повстанцев и добиться побед.

## Во главе повстанцев Малевизи
В январе 1867 года, командуя повстанцами епархий Малевизи и Теменос, Дендидакис непрерывно сражался с турками. 
В боях при Тилиссо (15 января) и Камариоти (16 января) Дендидакис был дважды тяжело ранен и умер в госпитале в Крана, в возрасте 38 лет. 
В последнем бою Дендидакиса, при Камариоти, погибли 16 повстанцев и около 600 турок. 
Умершего Дендидакиса на его посту сменил молодой Ираклис Коккинидис. 
В короткий срок проявился не только его героизм, но и способности стратега. 
В особенности способности и героизм Ираклиса Коккинидиса проявились в ходе многодневного сражения на горном Плато Ласити. 
В народных песнях о нём поют:
Геракла имя ему дали
Геракла дар он получил
Как лев зубами крошит сталь
В июле 1867 года, воодушевлённые своими победами, повстанцы приняли решение атаковать турок в окрестностях Ираклиона. 
В ноябре того же года, и без того дерзкий по своей природе, Ираклис Коккинидис атаковал село Агиос Миронас и сумел изгнать турок и укреплённого села Пиргос Ираклиона. 
Получивший до того три ранения, в этой атаке Ираклис Коккинидис получил тяжёлое ранение в грудь, но не оставил сражение. Турки потерпели поражение и их военачальник был отправлен в монастырь Св. Пантелемона в Фоделе, где и ему и турецкому военачальнику начали залечивать раны. 
В то же время вице-консул Греции в Ираклионе доложил о событии премьер-министру Греции Харилаосу Трикупису, в послании от 11 декабря 1867 года. 
Ираклис Коккинидис был отправлен на лечение в Афины. 
Афинская печать непрерывно писала о мужественном критянене и его навещали королевская чета, представители Временного правительства Крита и простые критяне жители Афин.

## Смерть
Озабоченный состояним дел на родине, Ираклис Коккинидис не стал дожидаться полного выздоровления и 17 февраля высадился на Крите с парохода «Крити», которому удавалось прорывать установленную турками морскую блокаду острова.
Ранение Коккинидиса не только не стало препятствием его участию в боях, но усилило его решительность. 
Получив информацию, что две тысячи турок вышли из Гераклиона и расположились в Гази, он направился к их лагерю, во главе всего лишь 150 пеших бойцов и 15 всадников. 
Главнокомандующий Михаил Коракас отговаривал его от этой безрасудной атаки, но не переубедил Коккинидиса. 
2 марта 1868 года 165 бойцов Коккинидиса атаковали турок в Газани Камара. Коккинидис возглавлял атаку верхом и был убит выстрелом. 
Согласно другого описания его смерти, Коккинидис обратил турок в бегство и они спрятались в Газани Камара. Коккинидис счёл что турок уже там нет и в момент когда он решил удалиться турки выстрелили в него с безопасного для них расстояния и ранили его. 
Раненным он вновь вступил в бой, в ходе которого он был убит турками, которые затем обезглавили его и с триумфом доставили его голову в Ираклион. 
Его голова три дня висела над Воротами Хании в крепости Ираклиона, а затем была брошена в колодец. 
Н. Ставрианидис пишет, что его голову из колодца достал критский мусульманин, бывший другом его семьи, и похоронил в Монастыре Савватианон. 
К этой могиле снёс и похоронил отец Коккинидис порубленные части тела своего сына.

## Впоследствии
После смерти Ираклиса Коккинидиса, командование повстанцами Малевизи принял уго зять, Михаил Калимеракис. 
Всего через двадцать дней после смерти Ираклиса Коккинидиса, 22 марта, повстанцы Малевизи отомстили туркам за смерть своего командира взятием Газани Камара. 
Турки понесли большие потери и многие из них в своём бегстве утонули в реке Газанос. 
Через двадцать два дня после его смерти, Ираклис Коккинидис был помянут речью профессора Н. И. Сариполоса (1817 – 1887) в Кафедральном соборе Афин.

## Память
В ознаменование 133 годовщины со дня смерти Ираклиса Коккинидиса, муниципалитет Гази воздвиг памятник на месте его смерти и дал его имя дорожной развязке и проспекту от Гази до реки Алмирос. 
На родине Коккинидиса, в Кремуци, ему воздвигнут памятник и его именем названа площадь села.